# Nonagria arundinis
Nonagria arundinis là một loài bướm đêm trong họ Noctuidae.